# Secca di Majuan
La secca di Majuan (anche nota come secca di Spartel) è una secca nella zona dello stretto di Gibilterra, 15 km a nord-ovest da capo Spartel (sulla costa marocchina, vicino Tangeri) ed a poca distanza dalla soglia di Gibilterra. La sua profondità massima è di 56 metri sotto il livello del mare.
Si ipotizza che la sua genesi sia dovuta all'immersione di un'isola che scomparve sotto la superficie delle acque circa 12.000 anni fa, alla fine dell'ultima era glaciale.

## Analogie con Atlantide
In diverse occasioni è stato ipotizzato che la leggendaria isola di Atlantide fosse solo la secca di Majuan. Nel settembre del 2001 il geologo francese Jacques Collina-Girard ha pubblicato per la prima volta questa teoria, riprendendola successivamente in altre pubblicazioni.
Secondo Collina-Girard al termine dell'ultima glaciazione il mare è salito di 135 metri fino al livello attuale, invadendo lo Stretto di Gibilterra e creando un piccolo mare semi-chiuso tra il Mar Mediterraneo e l'Oceano Atlantico. La Secca di Majuan (all'epoca emersa) formava un arcipelago in questo piccolo mare, la cui isola principale aveva la dimensione principale di circa 10-15 chilometri. Con l'innalzamento del livello del mare l'isola cominciò a affondare più o meno lentamente. Durante questo periodo fu registrato anche un terremoto di magnitudo 9 fra penisola Iberica e Africa, generando uno tsunami che contribuì a far scomparire definitivamente l'isola sotto il mare. Collina-Girard ha proposto che il ricordo della scomparsa dell'isola sia rimasto nell'Antico Egitto come tradizione orale ancor prima dell'invenzione della scrittura, fino a che finalmente fu registrato dai primi scribi intorno al terzo o quarto millennio a.C. Più tardi Platone avrebbe conosciuto la storia e sarebbe stato ispirato ad essa per creare il mito che ci è giunto come Atlantide.
Anche secondo Marc-André Gutscher la secca di Majuan potrebbe essere stata Atlantide, anche se ha successivamente espresso ripensamenti a proposito di questa convinzione.
In una recensione del lavoro di Collina-Girard pubblicata nel Bryn Mawr Classical Review vengono tuttavia contestate alcune discrepanze nelle identificazioni temporali compiute dal geologo francese, inoltre si rileva che l'isola identificata da Collina-Girard non avrebbe potuto sostenere una civiltà dell'età del Bronzo, così come descritta da Platone. Si conclude, pertanto, che Collina-Girard "è certamente riuscito a gettare luce su alcuni importanti sviluppi nella preistoria umana nella zona a ovest di Gibilterra. Tuttavia, non ha trovato l'Atlantide di Platone".
Dai dialoghi platonici che fanno riferimento al mito di Atlantide (Timeo e Crizia) si desume che la mitica isola, posta al di là delle "Colonne d'Ercole", dovesse essere di grandi proporzioni, per di più sede di una città con un impianto urbanistico monumentale. I rilievi sonar condotti finora nell'area della secca di Majuan, però, non solo non hanno evidenziano rovine umane, ma confermano che il banco sommerso è di esigue dimensioni. Secondo i critici queste due circostanze sono sufficienti ad escludere l’identificazione della secca di Majuan con Atlantide. Altri, invece, osservano che migliaia di anni di forte erosione marina e sommovimenti geologici della zona avrebbero occultato le tracce di antropizzazione e ridotto la mitica isola alle semplici vestigia odierne.
Per di più lo stesso Gutscher ammette che il meccanismo di subduzione della crosta oceanica che separa la placca africana da quella europea da lui ipotizzato per spiegare l'inabissamento dell'isola avrebbe tempi lunghi non compatibili con il racconto platonico che narra della scomparsa per un cataclisma quasi istantaneo.